# NGC 1893
NGC 1893 ist ein Offener Sternhaufen mit eingebettete Emissionsnebel (IC 410) im Sternbild Fuhrmann am Nordsternhimmel. Er hat eine Winkelausdehnung von 11' und eine scheinbare Helligkeit von +7,5 mag. Der Haufen ist beachtliche 11.000 Lichtjahre vom Sonnensystem entfernt, sein Alter wird auf 4–6 Millionen Jahre geschätzt. Beide Eigenschaften unterscheiden ihn von den meisten in der Galaxis beobachtbaren offenen Sternhaufen.
Das Objekt wurde am 22. Januar 1827 von John Herschel entdeckt.
Der Cluster bildet in Größe und Sternanordnung einen reizvollen Kontrast zu den nur 2° nordöstlich stehenden Sternhaufen Messier 36 und 38. Sie sind heller und 3× näher, weshalb sie sich viel deutlicher vom galaktischen Sternhintergrund abheben.

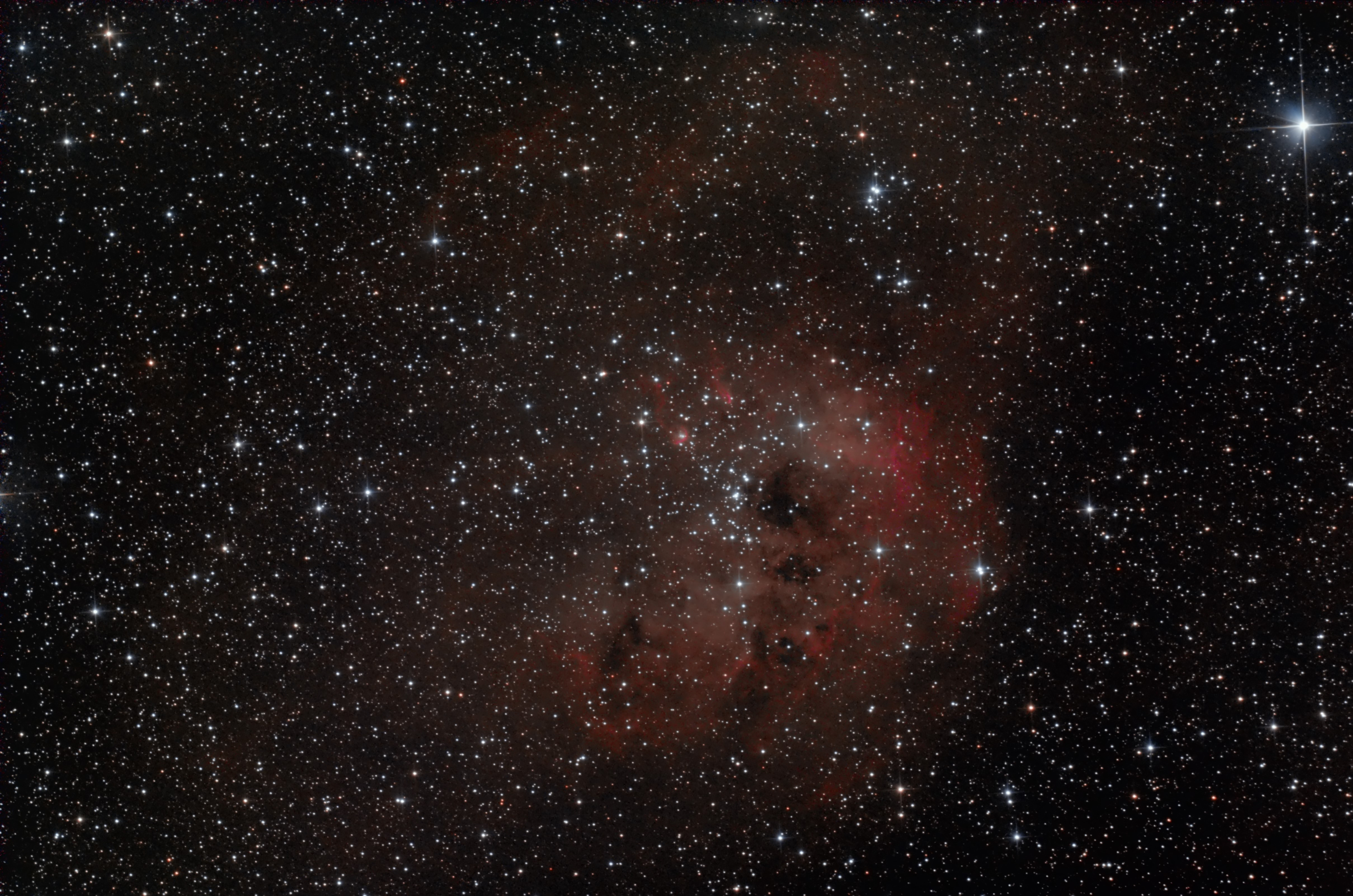